# POH

Relación entre pOH y pH

Término químico utilizado para expresar el grado de alcalinidad de una disolución acuosa. Indica la concentración de los iones OH- en formato logarítmico negativo (notación p) y se define como el logaritmo negativo en base 10 de la actividad de los aniones hidróxilo. Puesto que en disoluciones diluidas la actividad de los iones se aproxima a la concentración de los mismos, es frecuente, por comodidad en el cálculo, considerar el pOH como el logaritmo negativo en base 10 de la concentración: 
{\displaystyle {\mbox{pOH}}=-\log _{10}{a}_{\rm {OH^{-}}}=-\log _{10}\left[\mathrm {OH^{-}} \right]}

## Disoluciones
En soluciones acuosas, los iones OH- provienen de la disociación del agua, que puede expresarse mediante la conocida como reacción de autoprotólisis del agua:
{\displaystyle {\ce {H2O <=> H+ + OH-}}}
O también, dado el carácter anfótero del agua, en términos de reacción ácido base en que una molécula de agua que actúa como ácido, reacciona con otra que hace de base:
{\displaystyle {\ce {2H2O <=> H3O+ + OH-}}}
De acuerdo con estos equilibrios, la concentración de OH- es igual a la de H+ (o H3O+), esto es  [OH-] = 1×10-7 M (0,0000001 M), es decir pOH = 7. Como el agua se considera neutra, ni ácida ni básica, se puede definir una escala de pOH, de forma similar a como se hace para el pH, pero aplicado a la concentración de aniones hidroxilo. Dicha escala tiene un valor entre 0 y 14 en disolución acuosa, pero en este caso son ácidas las disoluciones con pOH mayores a 7, y básicas las que tienen pOH menores a 7. Esto se hace a partir de la reacción anterior y del valor de su constante de equilibrio,  denominada producto iónico del agua (Kw)
{\displaystyle K_{\rm {w}}={\rm {[{H_{3}O}^{+}]\cdot [{OH}^{-}]}}}
Donde:
- {\displaystyle K_{\rm {w}}}  vale 1.0 x 10−14
- {\displaystyle {\rm {[H_{3}O^{+}]}}} es la concentración de iones hidronio
- {\displaystyle {\rm {[OH^{-}]}}} es la concentración de iones hidroxilo

es posible relacionar el pOH con el pH
{\displaystyle \log K_{\rm {w}}=\log \mathrm {[H^{+}]} +\log \mathrm {[OH^{-}]} }
{\displaystyle -14=\log \mathrm {[H^{+}]} +\log \mathrm {[OH^{-}]} }
{\displaystyle 14=-\log \mathrm {[H^{+}]} -\log \mathrm {[OH^{-}]} }
{\displaystyle {\rm {pH+pOH=14}}}
como se muestra en esta tabla:
| [H3O+] | 1     | 10-1  | 10-2  | 10-3  | 10-4  | 10-5 | 10-6 | 10-7 | 10-8 | 10-9 | 10-10 | 10-11 | 10-12 | 10-13 | 10-14 |
| [OH-]  | 10-14 | 10-13 | 10-12 | 10-11 | 10-10 | 10-9 | 10-8 | 10-7 | 10-7 | 10-5 | 10-4  | 10-3  | 10-2  | 10-1  | 1     |
| pH     | 0     | 1     | 2     | 3     | 4     | 5    | 6    | 7    | 8    | 9    | 10    | 11    | 12    | 13    | 14    |
| pOH    | 14    | 13    | 12    | 11    | 10    | 9    | 8    | 7    | 6    | 5    | 4     | 3     | 2     | 1     | 0     |

## Diferencia entre el pH y el pOH
El pH mide las concentraciones de los iones hidrogeno , mientras que el pOH mide las concentraciones de los aniones hidroxilo o iones hidróxido.